# Akalla (métro de Stockholm)
Ne doit pas être confondu avec Akalla (Stockholm).

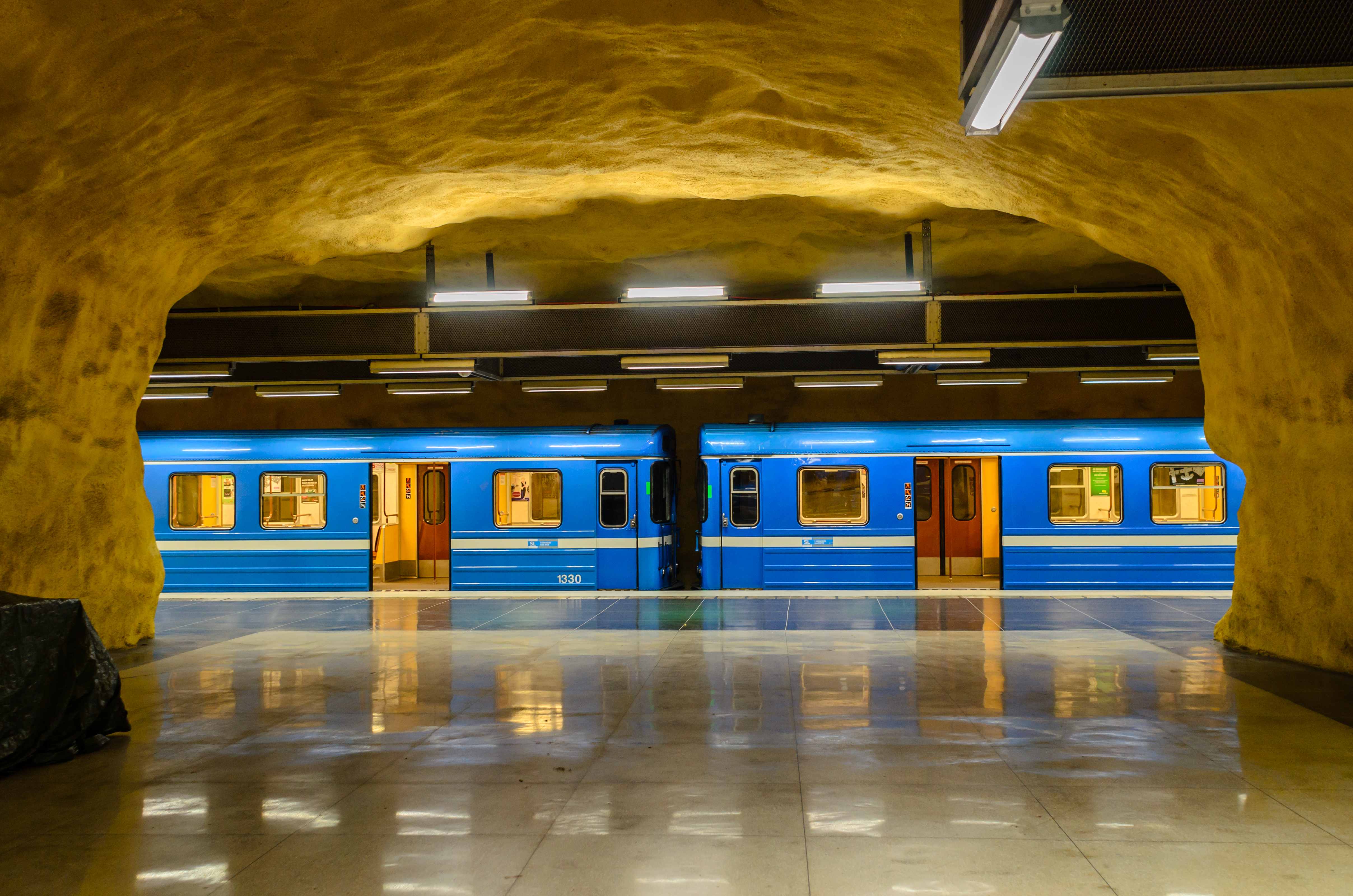
La station de métro Akalla, août 2014.

Akalla est une station du métro de Stockholm dans le quartier Akalla de Stockholm. La station a ouvert ses portes en 1977, et c'est le dernier arrêt sur la ligne 11 de la Ligne bleue. Dans le cadre de l'art dans le projet du métro de Stockholm, la station dispose d'une couleur ocre grotte. Le travail inclut des images en céramique illustrant les idéaux, la vie quotidienne, les loisirs et le travail de toutes les personnes, créé par Birgit Stahl-Nyberg en 1977.